# Jackie McLean
John Lenwood McLean (Nueva York, 17 de mayo de 1932-Hartford, 31 de marzo de 2006), conocido como Jackie McLean, fue un saxofonista alto, compositor y educador estadounidense de jazz.

## Historial
Su padre, John Sr., que murió en 1939, tocaba la guitarra en la orquesta de Tiny Bradshaw; tras su muerte, su madre le apunta a los cursos de la New York School of Music y, más tarde, en 1944, su padrastro, propietario de una tienda de discos, le descubre a Charlie Parker y al resto de los boppers. McLean tenía por vecinos a Kenny Drew, Andy Kirk y Sonny Rollins. También vivía cerca un hermano de Bud Powell, a través del cual recibe clases del pianista. Después, tocará con él en el Birdland (1949) y, recomendado por Powell, trabaja dos temporadas con Miles Davis (1951-1952), grabando con él. Su compañero de sección en el quinteto de Davis de aquella época fue el saxo tenor Sonny Rollins. Tocará también con Thelonious Monk y sustituirá a Charlie Parker en algunos conciertos, lo que le generará, durante mucho tiempo, una cierta reputación de imitador de Parker. Después, tocará con Charles Mingus (1955-1956).
Su primer álbum como líder, lo publicará Prestige, con Donald Byrd, Doug Watkins, Elmo Hope y otros. Después, tocará en los Jazz Messengers de Art Blakey (1956-1957). Problemas sindicales le impiden tocar en directo desde ese año, hasta 1961, aunque desarrollará una activa carrera como músico de sesión para Prestige. También durante esa época, graba con Sonny Clark para Blue Note (1958) y con otros grupos, entre ellos Art Taylor y Bill Hardman, Tony Williams, Roy Haynes, Bobby Hutcherson, etc. En 1959 trabaja como músico y actor en The Connection una obra del off Broadway original de Jack Gelber, llevada al cine por Shirley Clarke, en la cual representaba el papel, autobiográfico, de un drogadicto.
Desde 1959 a 1967 graba 21 álbumes para Blue Note, todos de gran nivel y que representan una evolución que Charlie Parker no pudo hacer por su desaparición y no se aventuran por las zonas experimentales que Ornette Coleman quiso recorrer. Quizá el más destacado es el último de la serie, Demon's Dance que acredita su dominio absoluto de las bases rítmicas del jazz moderno. Tras una estancia en París, regresa a Estados Unidos y graba nuevos discos como líder (1963). Recuperadas sus licencias sindicales para tocar, forma su propio grupo, que incluye a Larry Willis y Billy Higgins, con quienes gira hasta 1966. El grupo se deshace al ser condenado McLean por uso de estupefacientes.
Tras salir de la cárcel, McLean tocará con Herbie Hancock, Woody Shaw, Kenny Dorham, Hank Mobley y Ornette Coleman, entre otros músicos. Coleman se convierte en su influencia principal a partir de entonces. En esta época (1967), McLean se convierte al Islam y abandona totalmente las drogas, dejando temporalmente la escena jazzística, para estudiar flauta y dar cursos de reeducación para toxicómanos. Este retiro durará hasta 1973, cuando publica varios discos simultáneamente, algunos de ellos con Gary Bartz y Dexter Gordon. Después, fundaría el Colectivo de Artistas, asociación para enseñanza de música en la comunidad negra. En los últimos años 1970, McLean grabará para RCA y se acercará al jazz rock y al funk, tocando con Hiram Bullock, Will Lee, Steve Jordan y otros.
En los años 1980 regresará al bop, tocando con Hank Jones, Ron Carter, Tete Montoliu, Woody Shaw, McCoy Tyner... Después, se dedicaría a la enseñanza en Hartford, tanto en la universidad como en su propio Colectivo de Artistas. Sus últimas bandas estuvieron formadas por alumnos de ambos centros (Steve Davis y Mark Berman, entre ellos).
Entre los grandes del saxo alto destaca por su sonido único de fuerte personalidad, siempre en primer plano, algo agresivo y cortante, pero dueño de los secretos de la rítmica y conocedor de los límites a que puede llegar la expresión jazzística por su cercanía a Ornette Coleman. Su paso por el quinteto de Miles Davis fortaleció su sonido para diferenciarlo del de Charlie Parker al cual hasta entonces clonaba. Él mismo dice de sus raíces: "Enorgullece decir que mi currículum musical procede de las universidades de Bud Powell, Miles Davis, Charles Mingus, Art Blakey y, por supuesto, Bird. Gran parte de mis inicios en el jazz transcurrieron en la casa de Monk, que ha sido un estimado amigo durante años."

## Discografía

### Como líder
Ad Lib
- Presenting Jackie McLean (1955)

Prestige
- Lights Out! (1956)
- 4, 5 and 6 (1956)
- Jackie's Pal (1956)
- McLean's Scene (1957)
- Jackie McLean & Co. (1957)
- Makin' the Changes (1957)
- A Long Drink of the Blues (1957)
- Strange Blues (1957)
- Alto Madness (1957)

Jubilee
- Fat Jazz (1957)
- The Complete Jubilee Sessions (Lone Hill Jazz, 2008)

Blue Note
- New Soil (1959)
- Swing, Swang, Swingin' (1959)
- Capuchin Swing (1960)
- Jackie's Bag (1959–60)
- Bluesnik (1961)
- A Fickle Sonance (1961)
- Let Freedom Ring (1962)
- Tippin' the Scales (1962)
- Vertigo (1962–63)
- One Step Beyond (1963)
- Destination... Out! (1963)
- It's Time! (1964)
- Action Action Action (1964)
- Right Now! (1965)
- Jacknife (1965)
- Consequence (1965, released 1979)
- Hipnosis (1967)
- New and Old Gospel (1967)
- 'Bout Soul (1967)
- Demon's Dance (1967)
- One Night with Blue Note Preserved Volume 2 (1985) con Woody Shaw, McCoy Tyner, Cecil McBee y Jack DeJohnette
- McCoy Tyner – It's About Time (1985)
- Junko Onishi – Hat Trick (Somethin' Else (J), 1996)
- Fire & Love (Somethin' Else, 1998)
- Nature Boy (2000)

SteepleChase
- Dr. Jackle (1966 [1979])
- Live at Montmartre (1972)
- Ode to Super (1973)
- A Ghetto Lullaby (1974)
- The Meeting con Dexter Gordon (1974)
- The Source con Dexter Gordon (1974)
- Antiquity (1975) con Michael Carvin
- New York Calling (1975) con the Cosmic Brotherhood
- Contour (1980)
- Dynasty (1990)

Otros
- The Great Jazz Trio – New Wine in Old Bottles (East Wind (J), 1978)
- Monuments (RCA, 1979)
- The Jackie Mac Attack Live (1991)
- Rhythm of the Earth (Dreyfus, 1992)

### Como sideman
Con Gene Ammons
- The Happy Blues (Prestige, 1956)
- Jammin' with Gene (Prestige, 1956)
- Funky (Prestige, 1957)
- Jammin' in Hi Fi with Gene Ammons (Prestige, 1957)

Con Art Blakey
- Hard Bop (Columbia, 1956)
- Originally (Columbia, 1956 [1982])
- Drum Suite (Columbia, 1956)
- Ritual (Pacific Jazz, 1957)
- Tough! (Cadet, 1957 [1966])

Con Kenny Burrell
- 2 Guitars with Jimmy Raney (Prestige, 1957)

Con Donald Byrd
- 2 Trumpets (Prestige, 1956) – con Art Farmer
- Off to the Races (Blue Note, 1958)
- Fuego (Blue Note, 1959)
- Byrd in Flight (Blue Note, 1960)

Con Sonny Clark
- Cool Struttin' (Blue Note, 1958)

Con Miles Davis
- Dig (Prestige, 1951)
- Quintet / Sextet (Prestige, 1955)

Con Walter Davis Jr.
- Davis Cup (Blue Note, 1959)

Con Kenny Dorham
- Inta Somethin' (1961)
- Matador (1962)

Con Ray Draper
- Tuba Sounds (Prestige, 1957)

Con Dizzy Gillespie
- Bird Songs: The Final Recordings (Telarc, 1992)
- To Bird with Love (Telarc, 1992)

Con Charles Mingus
- Pithecanthropus Erectus (Atlantic, 1956)
- Blues and Roots (Atlantic, 1958)

Con Hank Mobley
- Mobley's Message (Blue Note, 1956)
- Hi Voltage (Blue Note, 1967)

Con Grachan Moncur III
- Evolution (Blue Note, 1963)

Con Lee Morgan
- Lee-Way (Blue Note, 1960)
- Tom Cat (Blue Note, 1964)
- Cornbread (Blue Note, 1965)
- Infinity (Blue Note, 1965)
- Charisma (Blue Note, 1966)
- The Sixth Sense (Blue Note, 1967)

Con Freddie Redd
- The Connection (1960)
- Shades of Redd (Blue Note, 1960)
- Redd's Blues (Blue Note, 1961)

Con Jimmy Smith
- Open House (Blue Note, 1960)
- Plain Talk (Blue Note, 1960 [1968])

Con Art Taylor
- Taylor's Wailers (Prestige, 1957)

Con Mal Waldron
- Mal/2 (Prestige, 1957)
- Like Old Time (1976)
- Left Alone '86 (1986)

Con Jack Wilson
- Easterly Winds (Blue Note, 1967)

Con Michael Carvin
- Antiquity (1975)

## Filmografía
- The Connection, como él mismo (Dir. Shirley Clarke)
- Jackie McLean on Mars (1980), como él mismo (Dir. Ken Levis) http://vimeo.com/12192828
- Ken Burns' Jazz (2000), como él mismo (Dir. Ken Burns)